# Емері (Юта)
Емері (англ. Emery) — місто (англ. town) в США, в окрузі Емері штату Юта. Населення — 307 осіб (2020).

## Географія
Емері розташоване за координатами 38°55′30″ пн. ш. 111°15′8″ зх. д. / 38.92500° пн. ш. 111.25222° зх. д. (38.924913, -111.252283).  За даними Бюро перепису населення США в 2010 році місто мало площу 3,02 км², уся площа — суходіл. В 2017 році площа становила 3,18 км², уся площа — суходіл.

### Клімат
| Клімат : Емері          | Клімат : Емері | Клімат : Емері | Клімат : Емері | Клімат : Емері | Клімат : Емері | Клімат : Емері | Клімат : Емері | Клімат : Емері | Клімат : Емері | Клімат : Емері | Клімат : Емері | Клімат : Емері | Клімат : Емері |
| Показник                | Січ.           | Лют.           | Бер.           | Квіт.          | Трав.          | Черв.          | Лип.           | Серп.          | Вер.           | Жовт.          | Лист.          | Груд.          | Рік            |
| Абсолютний максимум, °C | 17,2           | 20,0           | 27,2           | 29,4           | 35,0           | 37,8           | 37,8           | 38,9           | 37,2           | 31,1           | 21,7           | 17,8           | 38,9           |
| Середній максимум, °C   | 2,8            | 6,1            | 11,7           | 16,1           | 21,7           | 27,8           | 31,1           | 30,0           | 25,0           | 18,3           | 9,4            | 3,9            | 17,0           |
| Середній мінімум, °C    | −11,1          | −7,8           | −2,8           | 1,1            | 6,1            | 11,1           | 14,4           | 13,3           | 8,3            | 2,2            | −5             | −10            | 1,7            |
| Абсолютний мінімум, °C  | −27,2          | −26,1          | −17,2          | −10,6          | −5,6           | −2,2           | 3,9            | 0,6            | −5,6           | −13,3          | −20            | −29,4          | −29,4          |
| Норма опадів, мм        | 17             | 16             | 19             | 13             | 19             | 10             | 26             | 25             | 26             | 25             | 14             | 10             | 219            |
| ----------------------- | -------------- | -------------- | -------------- | -------------- | -------------- | -------------- | -------------- | -------------- | -------------- | -------------- | -------------- | -------------- | -------------- |
| Джерело:                |                |                |                |                |                |                |                |                |                |                |                |                |                |

## Демографія
Згідно з переписом 2010 року, у місті мешкало 288 осіб у 115 домогосподарствах у складі 77 родин. Густота населення становила 95 осіб/км².  Було 152 помешкання (50/км²).
Расовий склад населення:
| - 95,5 % — білих - 1,0 % — азіатів - 0,7 % — корінних американців - 1,7 % — осіб інших рас |

До двох чи більше рас належало 1,0 %. Частка іспаномовних становила 3,1 % від усіх жителів.
За віковим діапазоном населення розподілялося таким чином: 26,7 % — особи молодші 18 років, 55,2 % — особи у віці 18—64 років, 18,1 % — особи у віці 65 років та старші. Медіана віку мешканця становила 41,3 року. На 100 осіб жіночої статі у місті припадало 113,3 чоловіків;  на 100 жінок у віці від 18 років та старших — 111,0 чоловіків також старших 18 років.
Середній дохід на одне домашнє господарство  становив 51 494 долари США (медіана — 40 536), а середній дохід на одну сім'ю — 57 828 доларів (медіана — 50 938). За межею бідності перебувало 11,7 % осіб, у тому числі 18,0 % дітей у віці до 18 років та 1,6 % осіб у віці 65 років та старших.
Цивільне працевлаштоване населення становило 130 осіб. Основні галузі зайнятості: освіта, охорона здоров'я та соціальна допомога — 15,4 %, транспорт — 13,8 %, роздрібна торгівля — 13,8 %.